# Zmaj (Točak vremena)
U izmišljenom svetu Točka Vremena, serijalu knjiga Roberta Džordana, Zmaj je glavni borac Svetla i Tvorca protiv zlog Mračnog. Iako je Mračni zarobljen od strane Tvorca u trenutku Stvaranja, on stalno traži načine da se oslobodi svog zatvora. U svakom Dobu, Zmaj se ponovo rodi, kako bi se borio protiv Mračnog i vratio ga natrag u njegovu tamnicu. Tokom trajanja radnje Točka Vremena, Rand al'Tor je Zmaj, odnosno, on se pominje kao Ponovorođeni Zmaj.
Iako se Zmaj smatra jednom osobom koja se rađa kroz Doba, "Zmaj" je više počasna titula nego ime. Zmaj ne zadržava svoje stare uspomene kada se ponovo rodi, tako da u svakom Dobu on može imati drugo ime, izgled i drugačiji identitet. Serija knjiga Točak Vremena, ne priča o svim Zmajevima iz svih Doba. U Dobu Legendi, Zmaj je bio veoma moćan Aes Sedai, zvani Luis Terin Telamon. U sadašnjem dobu (Trećem Dobu), ceo ciklus proročanstava, koji se naziva Karetonski Ciklus ili Zmajska Proročanstva, posvećen je Zmaju.

## Lažni Zmaj
Čovek koji tvrdi da je Zmaj, iako on to stvarno nije, naziva se Lažni Zmaj. U knjigama se do sada govorilo o sedam Lažnih Zmajeva koji su se pojavili u Trećem Dobu. Skoro svi su muškarci koji su mogli da usmeravaju Jednu Moć. Mnogi od njih su zarobljeni od strane Bele Kule i smireni su.

### Raolin Protivmračni
Raolin Protivmračni je rođen u Aren Madoru, današnjem Far Madingu. Pre nego što je smiren, njegove pristalice su napale Belu Kulu u pokušaju da ga oslobode.

### Jurijan Kamenoluki
Rođen je u Fel Morejni, današnjem Far Madingu, između 1300. i 1308. godine posle Slamanja Sveta. Kada je šest Aes Sedai pokušalo da zarobi Kamenolukog, on je tri Aes Sedai ubio, a druge tri je zarobio, potpuno sam.

### Davijan
Lažni Zmaj Davijan je proglasio sebe za takvog 351. godine posle Slamanja Sveta. Malo šta drugo je poznato o njemu.

### Gver Amalasan
Gver Amalasan je rođen u Darmovanu (onom što je kasnije postalo poznato kao Arad Doman). Proglasio je sebe za Ponovorođenog Zmaja 939. slobodne godine. Tokom sledeće četiri godine, pokorio je skoro polovinu Zapadnih zemalja u ratu koji je nazvan Rat Drugog Zmaja. Poznat je jedan pokušaj da se on zarobi od strane četiri Aes Sedai, ali je on dve ubio, a ostale zarobio. Tokom perioda ratovanja, on je uspeo da osvoji Far Mading, uprkos tome što unutar granica grada nije mogao da usmerava. 943. godine posle Slamanja, zarobljen je, odveden u Belu Kulu i smiren, uprkos pokušajima njegovih sledbenika da ga oslobode. Iz njegovog poraza, korist je izvukao mladi kralj Artur Hovking, koji je na ruševinama Amalasanovog carstva osnovao svoje carstvo.

### Gorin Rogad
Gorin Rogad je proglasio sebe za Ponovorođenog Zmaja 995. godine posle Slamanja Sveta, iako nije mogao da usmerava Jednu Moć. Krenuo je u opsadu Ilijana, ali je zarobljen i spaljen na lomači od strane građana Ilijana.

### Logan Ablar
Logan Ablar je Lažni Zmaj, koji je sebe proglasio malo pre nego zbivanja Zimske noći u Dvema Rekama.

### Mazrim Taim
Mazrim Tain je Lažni Zmaj koji može da usmerava. On je iz Saldeje, Krajine, i sada je drugi komandant Crne Kule.

## Ponovorođeni Zmaj
Zmaj Trećeg Doba, Doba u kojem se odvija najveći deo radnje serija knjiga Točak vremena, je Rand al'Tor. On je poznat kao Ponovorođeni Zmaj, zato što predstavlja ponovno rođenje prošlog Zmaja.
Iako Rand al'Tor nosi barjak sa zmajem na njemu, on izgleda nije svestan zmaja kao mitološkog bića.

## Literatura
- Robert Jordan's The Wheel of Time series Архивирано на веб-сајту  (5. март 2013)
- [мртва веза]